# Rated R (album, Queens of the Stone Age)
Rated R (také jen R nebo Restricted) je druhým studiovým albem skupiny Queens of the Stone Age. Původně se mělo jmenovat "Queens of the Stone Age II", ale název byl na poslední chvíli změněn.

## Seznam skladeb
1. "Feel Good Hit of the Summer" (2:43)
2. "The Lost Art of Keeping a Secret" (3:36)
3. "Leg of Lamb" (2:48)
4. "Auto Pilot" (4:01)
5. "Better Living Through Chemistry" (5:49)
6. "Monsters in the Parasol" (3:27)
7. "Quick and to the Pointless" (1:42)
8. "In the Fade" (4:25)
9. "Tension Head" (2:52)
10. "Lightning Song" (2:07)
11. "I Think I Lost My Headache" (8:40)